# Općinska B nogometna liga Ludbreg 1982./83.
"Općinska B nogometna liga Ludbreg" za sezonu 1982./83. je bila drugi stupanj općinske lige ONS Ludbreg, te liga osmog stupnja nogometnog prvenstva Jugoslavije. 
 
Sudjelovalo je ukupno 12 klubova, a prvak je bio "Karlovec" iz Karlovca Ludbreškog. 

## Ljestvica
| mj. | klub                            | ut.                     | pob.                    | ner.                    | por.                    | gol+                    | gol-                    | bod                     |
| --- | ------------------------------- | ----------------------- | ----------------------- | ----------------------- | ----------------------- | ----------------------- | ----------------------- | ----------------------- |
| 1.  | Karlovec (Karlovec Ludbreški)   | 18                      | 15                      | 1                       | 2                       | 75                      | 26                      | 31                      |
| 2.  | Proleter Mali Bukovec           | 18                      | 13                      | 0                       | 5                       | 59                      | 38                      | 26                      |
| 3.  | Komarnica (Komarnica Ludbreška) | 18                      | 11                      | 1                       | 6                       | 59                      | 46                      | 23                      |
| 4.  | Razvitak Čičkovina              | 18                      | 10                      | 2                       | 6                       | 76                      | 41                      | 22                      |
| 5.  | Dinamo Apatija                  | 18                      | 10                      | 2                       | 6                       | 54                      | 35                      | 22                      |
| 6.  | Croatia Dubovica                | 18                      | 9                       | 1                       | 8                       | 61                      | 53                      | 19                      |
| 7.  | Poljoprivednik Kapela Podravska | 18                      | 7                       | 2                       | 9                       | 55                      | 60                      | 16                      |
| 8.  | Sloboda Županec                 | 18                      | 6                       | 2                       | 10                      | 35                      | 63                      | 12 (-2)                 |
| 9.  | Bednja Slanje                   | 18                      | 2                       | 0                       | 16                      | 24                      | 118                     | 4                       |
| 10. | Kalnik Čukovec                  | 18                      | 1                       | 1                       | 16                      | 32                      | 80                      | 3                       |
|     | Podravina II Ludbreg            | 18                      | 8                       | 2                       | 9                       | 64                      | 62                      | 18                      |
|     | Partizan Poljanec               | odustali tijekom sezone | odustali tijekom sezone | odustali tijekom sezone | odustali tijekom sezone | odustali tijekom sezone | odustali tijekom sezone | odustali tijekom sezone |

- "Podravina II" iz Ludbrega nastupala van konkurencije

## Rezultatska križaljka
| kratica | klub                            | BED | CRO | DIN | KAL | KAR | KOM | POLJ | PRO | RAZ | SLO | PAR | POD |
| --- | ------------------------------- | --- | --- | --- | --- | --- | --- | ---- | --- | --- | --- | --- | --- |
| BED | Bednja Slanje                   |     |     |     |     |     |     |      |     |     |     |     |     |
| CRO | Croatia Dubovica                |     |     |     |     |     |     |      |     |     |     |     |     |
| DIN | Dinamo Apatija                  |     |     |     |     |     |     |      |     |     |     |     |     |
| KAL | Kalnik Čukovec                  |     |     |     |     |     |     |      |     |     |     |     |     |
| KAR | Karlovec (Karlovec Ludbreški)   |     |     |     |     |     |     |      |     |     |     |     |     |
| KOM | Komarnica (Komarnica Ludbreška) |     |     |     |     |     |     |      |     |     |     |     |     |
| POLJ | Poljoprivednik Kapela Podravska |     |     |     |     |     |     |      |     |     |     |     |     |
| PRO | Proleter Mali Bukovec           |     |     |     |     |     |     |      |     |     |     |     |     |
| RAZ | Razvitak Čičkovina              |     |     |     |     |     |     |      |     |     |     |     |     |
| SLO | Sloboda Županec                 |     |     |     |     |     |     |      |     |     |     |     |     |
| PAR | Partizan Poljanec               |     |     |     |     |     |     |      |     |     |     |     |     |
| POD | Podravina II Ludbreg            |     |     |     |     |     |     |      |     |     |     |     |     |
| |                                 |     |     |     |     |     |     |      |     |     |     |     |     |
| podebljan rezultat - utakmice od 1. do 11. kola (1. utakmica između klubova) rezultat normalne debljine - utakmice od 12. do 22. kola (2. utakmica između klubova) rezultat nakošen - nije vidljiv redoslijed odigravanja međusobnih utakmica iz dostupnih izvora rezultat smanjen * - iz dostupnih izvora nije uočljiv domaćin susreta prekrižen rezultat - poništena ili brisana utakmica p - utakmica prekinuta 3:0 p.f. / 0:3 p.f. - rezultat 3:0 bez borbe |                                 |     |     |     |     |     |     |      |     |     |     |     |     |

 Izvori: